# Bouzegza Keddara
Bouzegza Keddara è un comune dell'Algeria, situato nella provincia di Boumerdès.